# Icewind Dale II
| Сводный рейтинг       | Сводный рейтинг      |
| Агрегатор             | Оценка               |
| --------------------- | -------------------- |
| GameRankings          | 81,95 %              |
| Metacritic            | 83 / 100 (22 обзора) |
| MobyRank              | 80 / 100             |
| Иноязычные издания    |                      |
| Издание               | Оценка               |
| AllGame               | [ 4 ]                |
| CVG                   | 8,3 / 10             |
| GameSpot              | 8,3 / 10             |
| GameSpy               | [ 7 ]                |
| IGN                   | 9 / 10               |
| Русскоязычные издания |                      |
| Издание               | Оценка               |
| Absolute Games        | 70 %                 |
| «Домашний ПК»         | [ 10 ]               |
| «Игромания»           | 8,0 / 10             |
| «ЛКИ»                 | 80 %                 |
| «Страна игр»          | 6,0 / 10             |

Icewind Dale II (с англ. — «Долина Ледяного Ветра II») — компьютерная ролевая игра, разработанная Black Isle Studios и выпущенная в сентябре 2002 года. Действие игры разворачивается в Долине ледяного ветра — северо-западном регионе Забытых королевств (англ. Forgotten Realms) — вокруг города Таргос, одного из Десяти городов. Спустя тридцать лет после событий, произошедших в первой части, над севером и Десятью городами нависла новая угроза — быть отрезанными от остального мира.

## Геймплей

### Ролевая система
См. Характеристики персонажа в Dungeons & Dragons

### Создание персонажа
В Icewind Dale II даётся возможность управлять группой наемников, в которой может быть от 1-го до 6-ти человек. Для каждого из членов группы выбирается пол, раса, класс, характер, способности, умения, внешность и имя.
У каждой расы есть свои преимущества и недостатки (например, повышенная ловкость у Халфингов и солнечная слепота у Дроу). Класс определяет направленность персонажа и навыки, которыми он будет пользоваться в дальнейшем. Характер или мировоззрение персонажа определяет его моральные и этические нормы и, как следствие, манеру общения с окружающими. Способности – это основные характеристики персонажа (сила, ловкость, телосложение, интеллект, мудрость и харизма). Умения – особые навыки, которые пригодятся персонажу во время игры. К ним, например, относятся обезвреживание ловушек, дипломатия и алхимия.

### Развитие персонажа
За выполнение заданий и убийство монстров группа получает опыт, за который дается уровень. При прокачке уровня дается возможность распределить очки, повысив свои способности и умения. Нужно с большим вниманием подходить к распределению очков – их мало, а умений много и не все они могут быть важны для данного персонажа.

### Новое в игре
- Игра основана на 3-й редакции правил Dungeons & Dragons.
- Появились новые классы персонажей: Варвар, Чародей и Монах.
- Новые расы и субрасы: Дроу и Полуорки, каждая со своими уникальными особенностями.
- Более трехсот магических заклинаний.
- Модифицированная версия движка Infinity Engine.

## Музыка
Композитор - Инон Зур (Inon Zur)
В феврале 2003 года его саундтрек для Icewind Dale II силами Game Audio Network Guild был номинирован на "Лучшая музыка 2002", а Game Industry News номинировало его музыку на звание "Лучший саундтрек 2002".